# Martial Mailhot
Martial Mailhot, né le 27 janvier 1835 à Volvic (Puy-de-Dôme) et mort le 15 mars 1897 à Clermont-Ferrand, est un peintre verrier français, installé à Clermont-Ferrand.

## Biographie
Martial Mailhot est le fils de Priest Mailhot (1790-1870), qui a été soldat sous le Premier Empire et tailleur de pierres à Volvic.
Il est actif à Clermont-Ferrand de 1879, au moins, à sa mort en 1897.
À sa mort, il est installé 15, rue Massillon à Clermont-Ferrand. Il est inhumé à Volvic.
Sa veuve, Marie Senetaire, associée à François Taureilles (1865-1938), continue l'exploitation de l'atelier après sa mort.
Des cartons et documents sont conservés dans le fonds Mailhot-Taureilles du musée d'art Roger-Quilliot.

## Œuvres
Il a réalisé de nombreux vitraux pour les églises du Puy-de-Dôme et des départements voisins.
- Cathédrale Notre-Dame-de-l'Assomption de Clermont ;
- Couvent de l'Immaculée Conception, 11 rue Bansac à Clermont-Ferrand ;
- Église Saint-Martin de Bromont-Lamothe (Puy-de-Dôme) ;
- Église Saint-Austremoine d'Issoire (Puy-de-Dôme) ;
- Église de Montpeyroux[2] (Puy-de-Dôme) ;
- Église Saint Quintien de Picherande (Puy-de-Dôme) : saint Quintien (1882) ;
- Église Saint-Laurian de Bellerive-sur-Allier (Allier) : ensemble de deux verrières datant de 1888 (L'Annonciation[3] et L'Assomption[4]) ;
- Église Saint-Martin de Besson (Allier) : vitrail représentant saint Louis avec la couronne d'épines (1885) ;
- Église Saint-Désir de Ferrières-sur-Sichon (Allier) ;
- Église de Saint-Bonnet-de-Rochefort (Allier) ;
- Église Saint-Léger et Saint-Jean-Baptiste de Vendat (Allier) : ensemble de verrières à personnages[5].

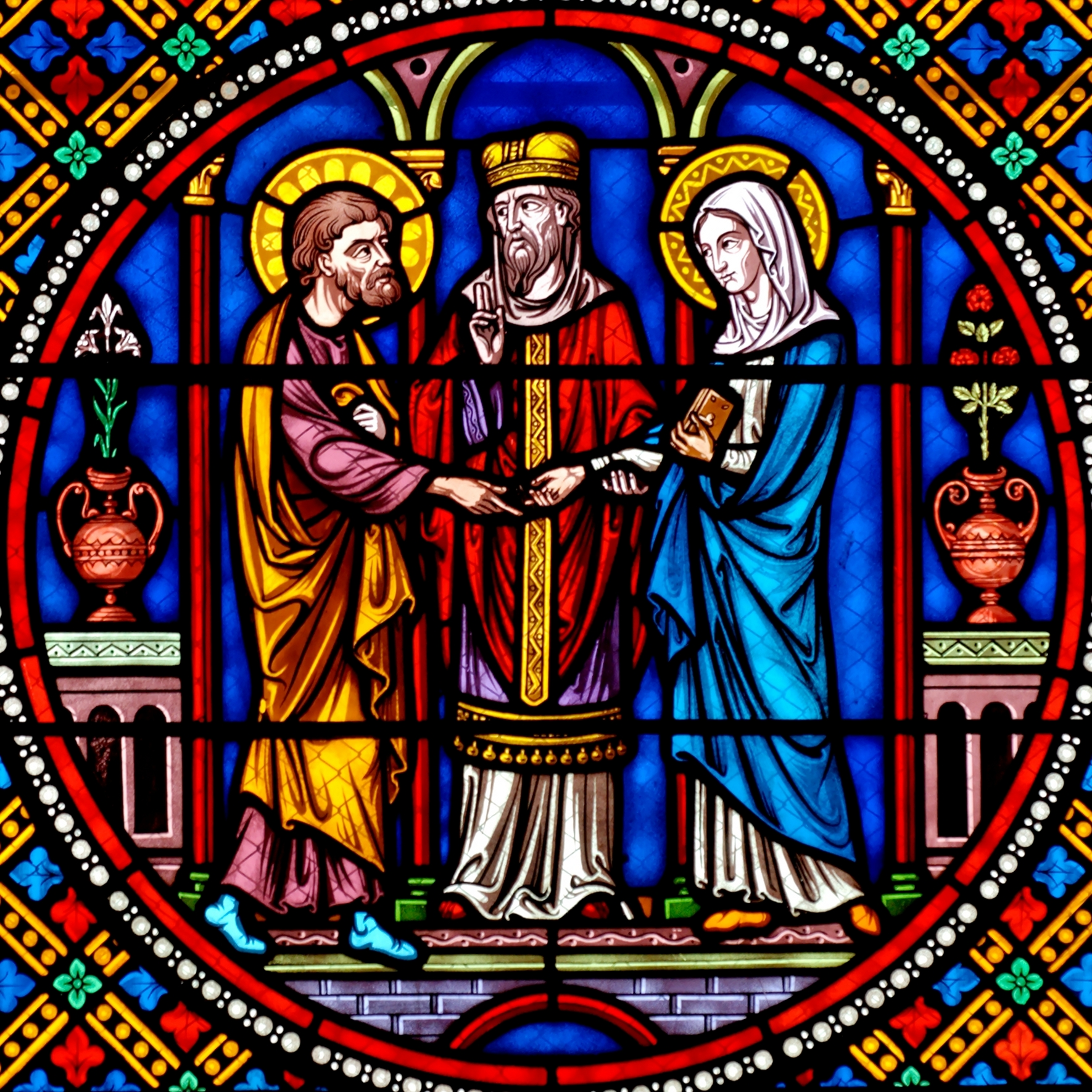
Église Saint-Austremoine d'Issoire. Scènes de la vie de saint Joseph (1894) : le mariage avec Marie.
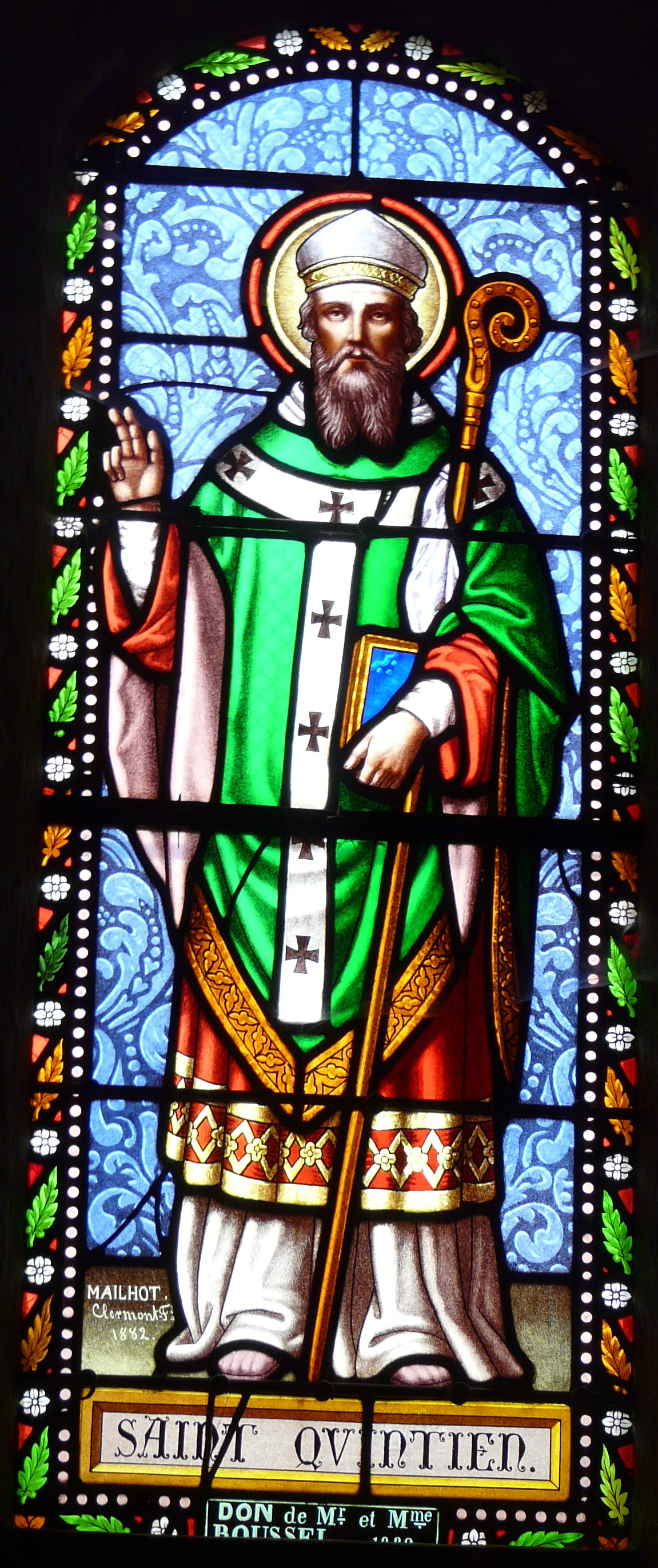
Église de Picherande. Saint-Quintien, patron de l'église.